# Maybanke Anderson
Maybanke Anderson, född 1845, död 1927, var en australiensisk kvinnorättsaktivist.
Hon var en av ledande figurerna i den lokala rösträttsrörelsen i New South Wales.